# Seznam maleb Thomase Colea

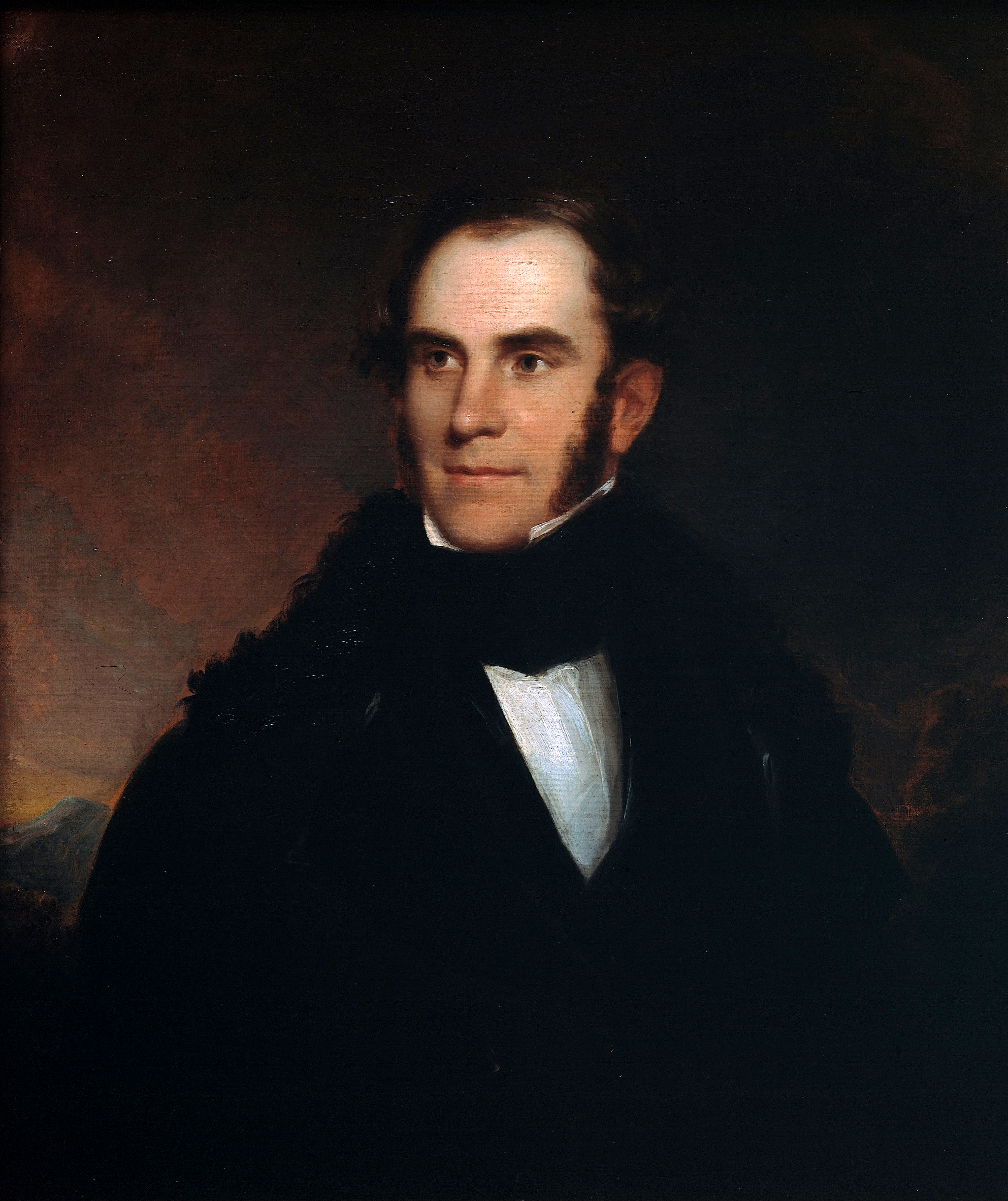
Portrét Thomase Colea z roku 1837 od malíře Hudson River School Ashera Browna Duranda.

Thomas Cole (1801–1848) byl americký malíř anglického původu, představitel romantismu a zakladatel uměleckého hnutí Hudson River School. Byl ovlivněn evropskými malíři, ale měl výraznou americkou sensibilitu. Po celou svou kariéru byl velmi plodný a tvořil především olejomalby. Jeho obrazy jsou obvykle alegorické, často zobrazují drobné postavy zasazené do přírody. Ve svých malbách, které společnost druhé poloviny 20. století vnímala jako konzervativní, kritizoval industrializaci, urbanizaci a expanzi do neosídlených končin Severní Ameriky.
Cole jako samouk začal nejprve malovat portréty. Později se však zaměřil na krajinomalbu. Mezi první Coleovy krajinomalby patří Jezero s mrtvými stromy, v originále Lake with Dead Trees (Catskill), z roku 1825. Většina jeho děl zobrazuje typickou americkou krajinu, údolí řeky Hudson a pohoří Catskills, kde žil. Mezi lety 1831 a 1832 cestoval po Itálii, kde navštívil mnoho památek, které ho inspirovaly k tvorbě maleb jako Aqueduct near Rome (Akvadukt u Říma, 1832), Roman Campagna (Římská Campagna, 1843) a Arch of Nero (Neronův oblouk, 1846). Během pobytu v Římě Cole pracoval na díle The Course of Empire (Dráha impéria), řadě pěti obrazů, ve kterých ztvárnil vzestup a pád civilizace. Série, dokončená roku 1836, odráží Coleovův odpor vůči americkému prezidentovi Andrewu Jacksonovi. Coleův další obraz s názvem The Oxbow (Ohyb řeky) z roku 1836 obsahuje mnoho témat z jeho dřívějších děl a staví vedle sebe přírodu a „civilizovanou“ krajinu. O několik let později se Cole začal zaměřovat na náboženské malby. V roce 1842 namaloval další řadu obrazů s názvem The Voyage of Life (Pouť životem). Jedna z Coleových posledních maleb, Cross at Sunset (Kříž při západu slunce), nebyla kvůli jeho předčasnému úmrtí roku 1848 dokončena.
Coleova díla jsou uložena v celé řadě amerických muzeí, přičemž nejobsáhlejší sbírky mají Metropolitní muzeum umění v New Yorku, Muzeum výtvarného umění v Bostonu a Národní galerie umění ve Washingtonu. 
Následující seznam obsahuje pouze obrazy z veřejných sbírek.

## Seznam
| Malba | Název | Rok vydání | Medium                  | Rozměry          | Umístění                                                  | Zdroj         |
| --- | --- | ---------- | ----------------------- | ---------------- | --------------------------------------------------------- | ------------- |
| Na obraze se nachází výjev z krajiny. Vlevo se nachází suché stromy, uprostřed potok, který je obklopen lesem. V dáli se nachází vrchol hory. | Lake with Dead Trees (Jezero s mrtvými stromy) | 1825       | Olej na plátně          | 68,6 × 85,7 cm   | Allen Memorial Art Museum, Ohio                           | [ 12 ] [ 13 ] |
| | View of Fort Putnam (Pohled na Fort Putnam) | 1825       | Olej na plátně          | 69,2 × 86,4 cm   | Muzeum umění, Filadelfie                                  | [ 14 ]        |
| | Landscape (Krajina) | 1825       | Olej na plátně          | 60,3 × 80 cm     | Minneapoliský institut umění, Minnesota                   | [ 15 ]        |
| | Catskills Mountain Landscape (Krajina v pohoří Catskills)                                                                                                  | asi 1826   | Olej na dřevě           | 40,3 × 55,6 cm   | Sheldon Museum of Art, Nebraska                           | [ 16 ]        |
| | The Tempest (Bouře) | asi 1826   | Olej na panelu          | 47,6 × 63,5 cm   | Umělecké muzeum Highových, Georgie                        | [ 17 ]        |
| | Kaaterskill Falls (Vodopád Kaaterskill) | 1826       | Olej na plátně          | 64,2 × 89,7 cm   | Wadsworth Atheneum, Connecticut                           | [ 18 ]        |
| | Sunrise in the Catskills (Východ slunce v pohoří Catskills)                                                                                                | 1826       | Olej na plátně          | 64,8 × 90,1 cm   | Národní galerie ve Washingtonu                            | [ 19 ]        |
| | Landscape, the Seat of Mr. Featherstonhaugh in the Distance (Krajina, sídlo pana Featherstonhaugha v dáli)                                                 | 1826       | Olej na plátně          | 83,8 × 121,9 cm  | Muzeum umění ve Filadelfii, Pensylvánie                   | [ 20 ]        |
| | View on the Schoharie (Pohled na Schoharie) | 1826       | Olej na plátně          | 92,7 × 117,5 cm  | Fenimore Art Museum, New York                             | [ 21 ] [ 22 ] |
| | Daniel Boone Sitting At the Door of His Cabin on the Great Osage Lake Kentucky (Daniel Boone sedící u dveří své chaty na jezeře Great Osage Lake Kentucky) | 1826       | Olej na plátně          | 97,2 × 108,3 cm  | Mead Art Museum, Massachusetts                            | [ 23 ] [ 24 ] |
| | From the Top of Kaaterskill Falls (Nad vodopádem Kaaterskill)                                                                                              | 1826       | Olej na plátně          | 79,1 × 104,5 cm  | Detroitský institut umění, Michigan                       | [ 25 ]        |
| | The Woodchopper, Lake Featherstonhaugh (Dřevorubec, jezero Featherstonhaugh)                                                                               | 1826       | Olej na panelu          | 68,6 × 86,4 cm   | USC Fisher Museum of Art, Kalifornie                      | [ 26 ]        |
| | The Last of the Mohicans: The Death of Cora (Poslední Mohykán: Smrt Cory)                                                                                  | asi 1827   | Olej na plátně          | Neznámé          | Pensylvánská univerzita                                   | [ 27 ]        |
| | Peace at Sunset (Klid při západu slunce) | asi 1827   | Olej na plátně          | 68,9 × 81,9 cm   | Umělecká muzea San Francisca, Kalifornie                  | [ 28 ]        |
| | Scéna z díla The Last of the Mohicans, Cora Kneeling at the Feet of Tamenund (Poslední Mohykán, Cora klečí u Tamenundových nohou)                          | 1827       | Olej na plátně          | 64,5 × 89,1 cm   | Metropolitní muzeum umění, New York                       | [ 29 ]        |
| | The Clove, Catskills | 1827       | Olej na plátně          | 64,1 × 89,2 cm   | New Britain Museum of American Art, Connecticut           | [ 30 ]        |
| | View of the Round-Top in the Catskill Mountains (Pohled na Round-Top v pohoří Catskill Mountains)                                                          | 1827       | Olej na panelu          | 47,3 × 64,5 cm   | Muzeum výtvarného umění (Boston), Massachusetts           | [ 31 ]        |
| | View in the White Mountains (Pohled na pohoří White Mountains)                                                                                             | 1827       | Olej na plátně          | 64,5 × 89,4 cm   | Wadsworth Atheneum, Connecticut                           | [ 32 ]        |
| | Autumn in the Catskills (Podzim v pohoří Catskills) | 1827       | Olej na dřevě           | 47,3 × 64,6 cm   | Arnot Art Museum, New York                                | [ 33 ]        |
| | View near the Village of Catskill (Krajina poblíž vesnice Catskill)                                                                                        | 1827       | Olej na panelu          | 62,2 × 88,9 cm   | Umělecká muzea San Francisca, Kalifornie                  | [ 34 ]        |
| | Landscape Composition: Saint John in the Wilderness (Komponovaná krajina: Svatý Jan na poušti)                                                             | 1827       | Olej na plátně          | 91,4 × 73,5 cm   | Wadsworth Atheneum, Connecticut                           | [ 35 ]        |
| | Lake Winnepesaukee (Jezero Winnepesaukee) | 1827–1828  | Olej na plátně          | 64,8 × 87 cm     | Albany Institute of History & Art, New York               | [ 36 ]        |
| | Expulsion: Moon and Firelight (Vyhnání: Měsíc a světlo ohně)                                                                                               | asi 1828   | Olej na plátně          | 91,4 × 122 cm    | Thyssen-Bornemisza Museum, Madrid                         | [ 37 ]        |
| | Expulsion from the Garden of Eden (Vyhnání z rajské zahrady)                                                                                               | 1828       | Olej na plátně          | 101 × 138,4 cm   | Muzeum výtvarného umění (Boston)                          | [ 38 ]        |
| | Landscape (Landscape with Tree Trunks), Krajina (Krajina s kmeny stromů)                                                                                   | 1828       | Olej na plátně          | 66,4 × 81,9 cm   | Rhode Island School of Design Museum of Art, Rhode Island | [ 39 ]        |
| | The Garden of Eden (Rajská zahrada) | 1828       | Olej na plátně          | 38,5 × 52,8 cm   | Muzeum amerického umění Amona Cartera, Texas              | [ 40 ]        |
| | View on Lake Winnipiseogee (Pohled na jezero Winnipiseogee)                                                                                                | 1828       | Olej na panelu          | 50,2 × 66,4 cm   | Wadsworth Atheneum, Connecticut                           | [ 41 ] [ 42 ] |
| | The Subsiding of the Waters of the Deluge (Opadnutí vod potopy)                                                                                            | 1829       | Olej na plátně          | 90,8 × 121,3 cm  | Smithsonian American Art Museum, Washington, D.C.         | [ 43 ]        |
| | Distant View of Niagara Falls (Pohled na Niagarské vodopády z dálky)                                                                                       | 1830       | Olej na panelu          | 47,9 × 60,6 cm   | Institut umění v Chicagu, Illinois                        | [ 44 ]        |
| | Tornado in an American Forest (Tornádo v americkém lese)                                                                                                   | 1831       | Olej na plátně          | 117,8 × 164,2 cm | Národní galerie ve Washingtonu,                           | [ 45 ] [ 46 ] |
| | Wild Scene (Divoká krajina) | 1831–1832  | Olej na plátně          | 129,7 × 194,5 cm | Baltimore Museum of Art, Maryland                         | [ 47 ]        |
| | Aqueduct near Rome (Akvadukt u Říma) | 1832       | Olej na plátně          | 44,5 × 67,3 cm   | Mildred Lane Kemper Art Museum, Missouri                  | [ 48 ]        |
| | The Dead Abel (Mrtvý Ábel) | 1832       | Olej na panelu          | 17 × 28,5 cm     | Albany Institute of History & Art, New York               | [ 49 ]        |
| | Ruined Tower (Mediterranean Coast Scene with Tower), Zničená věž (Scéna s věží na pobřeží Středozemního moře)                                              | 1832–1836  | Olejomalba              | 68 × 86,4 cm     | Albany Institute of History & Art, New York               | [ 50 ]        |
| | Ruined Castle and River (Zřícenina hradu a řeka) | asi 1832   | Olej na plátně          | 20,2 × 31,7 cm   | Brooklynské muzeum, New York                              | [ 51 ]        |
| | The Cascatelli, Tivoli, Looking Towards Rome (Cascatelli, Tivoli, pohled směrem k Římu)                                                                    | asi 1832   | Olej na plátně          | 85,7 × 113 cm    | Columbus Museum of Art, Ohio                              | [ 52 ]        |
| | A View near Tivoli (Morning), Pohled na Tivoli (dopoledne)                                                                                                 | 1832       | Olej na plátně          | 37,5 × 58,7 cm   | Metropolitní muzeum umění, New York                       | [ 53 ]        |
| | Salvator Rosa Sketching Banditti (Salvator Rosa kreslící bandity)                                                                                          | 1832–1840  | Olej na panelu          | 17,8 × 24,1 cm   | Muzeum výtvarného umění (Boston), Massachusetts           | [ 54 ]        |
| | Catskill Scenery (Scenérie pohoří Catskill) | asi 1833   | Olej na plátně          | 62,2 × 82,2 cm   | Saint Louis Art Museum, Missouri                          | [ 55 ]        |
| | Sunset, View on the Catskill (Západ slunce, pohled na pohoří Catskill)                                                                                     | 1833       | Olej na dřevě           | 41,9 × 62,2 cm   | New-York Historical Society, New York                     | [ 56 ]        |
| | The Titan's Goblet (Titánův pohár) | 1833       | Olej na plátně          | 49,2 × 41 cm     | Metropolitní muzeum umění, New York                       | [ 57 ]        |
| | Scene from Byron’s “Manfred” (Scéna z Byronovy básně „Manfred“)                                                                                            | 1833       | Olej na plátně          | 127 × 96,5 cm    | Galerie umění Yaleovy univerzity, Connecticut             | [ 58 ]        |
| | Landscape (Moonlight), Krajina (měsíční svit) | 1833–1834  | Olej na plátně          | 62,5 × 80,6 cm   | New-York Historical Society, New York                     | [ 59 ]        |
| | The Course of Empire: Destruction (Dráha impéria: Zánik)                                                                                                   | 1833–1836  | Olej na plátně          | 100,3 × 161,3 cm | New-York Historical Society, New York                     | [ 60 ]        |
| | The Angel Appearing to the Shepherds (Anděl zjevující se pastýřům)                                                                                         | asi 1834   | Olej na plátně          | 101,5 × 185,5 cm | Chrysler Museum of Art, Virginie                          | [ 61 ]        |
| | Autumn Twilight, View of Conway Peak (Mount Chocorua), New Hampshire (Podzimní soumrak, pohled na Conway Peak (pohoří Mount Chocorua), New Hampshire)      | 1834       | Olej na dřevě           | 34,9 × 49,5 cm   | New-York Historical Society, New York                     | [ 62 ]        |
| | Summer Twilight, A Recollection of a Scene in New-England (Letní soumrak, vzpomínky na krajinu v Nové Anglii)                                              | 1834       | Olej na dřevě           | 35,6 × 49,5 cm   | New-York Historical Society, New York                     | [ 63 ]        |
| | Clouds (Mraky) | asi 1838   | Olejomalba              | 22,2 × 27,6 cm   | Metropolitní muzeum umění, New York                       | [ 64 ]        |
| | Self-Portrait (Autoportrét) | asi 1836   | Olej na plátně          | 55,9 × 45,7 cm   | New-York Historical Society, New York                     | [ 65 ]        |
| | The Oxbow (Ohyb řeky) | 1836       | Olej na plátně          | 130,8 × 193 cm   | Metropolitní muzeum umění, New York                       | [ 66 ]        |
| | The Course of Empire: The Savage State (Dráha impéria: Divošství)                                                                                          | 1833–1836  | Olej na plátně          | 99,7 × 160,7 cm  | New-York Historical Society, New York                     | [ 67 ]        |
| | The Course of Empire: The Arcadian or Pastoral State (Dráha impéria: Arkádský čili pastýřský stav)                                                         | asi 1834   | Olej na plátně          | 99,7 × 160,7 cm  | New-York Historical Society, New York                     | [ 68 ]        |
| | The Course of Empire: Consummation (Dráha impéria: Dovršení)                                                                                               | 1835–1836  | Olej na plátně          | 130,2 × 193 cm   | New-York Historical Society, New York                     | [ 69 ]        |
| | The Course of Empire: Desolation (Dráha impéria: Pustina)                                                                                                  | 1836       | Olej na plátně          | 99,7 × 160,7 cm  | New-York Historical Society, New York                     | [ 70 ]        |
| | View on the Catskill Early Autumn (Pohled na Catskill počátkem podzimu)                                                                                    | 1836–1837  | Olej na plátně          | 99,1 × 160 cm    | Metropolitní muzeum umění, New York                       | [ 71 ]        |
| | View of Florence from San Miniato (Pohled na Florencii ze San Miniata)                                                                                     | 1837       | Olej na plátně          | 125,4 × 186,7 cm | Clevelandské muzeum umění, Ohio                           | [ 72 ]        |
| | The Departure (Odchod) | 1837       | Olej na plátně          | 100,3 × 161,6 cm | Národní galerie ve Washingtonu                            | [ 73 ]        |
| | The Return (Návrat) | 1837       | Olej na plátně          | 100,3 × 161,4 cm | Národní galerie ve Washingtonu                            | [ 74 ]        |
| | View on the Arno, near Florence (Pohled na řeku Arno poblíž Florencie)                                                                                     | 1837       | Olej na plátně          | 84,5 × 135,5 cm  | Worcester Art Museum, Massachusetts                       | [ 75 ]        |
| | The Vesper Hymn (Večerní hymna) | asi 1838   | Olej na plátně          | 53,7 × 45,4 cm   | Galerie umění Yaleovy univerzity, Connecticut             | [ 76 ]        |
| | Dream of Arcadia (Sen o Arkádii) | asi 1838   | Olej na plátně          | 98,1 × 159,4 cm  | Denverské umělecké muzeum, Colorado                       | [ 77 ]        |
| | Romantic Landscape with Ruined Tower (Romantická krajina se zříceninou věže)                                                                               | 1838       | Olej na plátně          | 86,4 × 116,8 cm  | Národní galerie ve Washingtonu                            | [ 78 ]        |
| | View of Schroon Mountain, Essex County, New York, After a Storm (Pohled na Schroon Mountain v Essex County ve státu New York po bouři)                     | 1838       | Olej na plátně          | 99,8 × 160,5 cm  | Clevelandské muzeum umění, Ohio                           | [ 79 ]        |
| | The Present (Současnost) | 1838       | Olej na plátně          | 103,5 × 156,5 cm | Mead Art Museum, Massachusetts                            | [ 80 ]        |
| | The Past (Minulost) | 1838       | Olej na plátně          | 102,9 × 153,7 cm | Mead Art Museum, Massachusetts                            | [ 81 ]        |
| | North Mountain and Catskill Creek (North Mountain a Catskill Creek)                                                                                        | 1838       | Olej na plátně          | 67,2 × 92,6 cm   | Galerie umění Yaleovy univerzity, Connecticut             | [ 82 ]        |
| | A View of the Mountain Pass Called the Notch of the White Mountans (Pohled na horský průsmyk zvaný Notch of the White Mountans)                            | 1839       | Olej na plátně          | 102 × 155,8 cm   | Národní galerie ve Washingtonu                            | [ 83 ]        |
| | New England Scenery (Krajina Nové Anglie) | 1839       | Olej na plátně          | 57,1 × 46,7 cm   | Institut umění v Chicagu, Illinois                        | [ 84 ]        |
| | Gardens of the Van Rensselaer Manor House (Zahrady panství Van Rensselaer)                                                                                 | 1840       | Olej na plátně          | 61 × 91 cm       | Albany Institute of History & Art, New York               | [ 85 ]        |
| | The Architect's Dream (Architektův sen) | 1840       | Olej na plátně          | 134,7 × 213,6 cm | Toledo Museum of Art, Ohio                                | [ 86 ]        |
| | The Fountain of Vaucluse (Fontaine de Vaucluse) | 1841       | Olej na plátně          | 175,3 × 124,8 cm | Dallas Museum of Art, Texas                               | [ 87 ]        |
| | Sunset in the Catskills (Západ slunce v Catskills) | 1841       | Olej na plátně          | 57,2 × 76,2 cm   | Muzeum výtvarného umění (Boston), Massachusetts           | [ 88 ]        |
| | The Return from the Tournament (Návrat z turnaje) | 1841       | Olej na plátně          | 101 × 153,7 cm   | Národní galerie ve Washingtonu                            | [ 89 ]        |
| | Mill Dam on the Catskill Creek (Mlýnská hráz na Catskill Creek)                                                                                            | 1841       | Olej na plátně          | 56,5 × 76,2 cm   | Currier Museum of Art, New Hampshire                      | [ 90 ]        |
| | The Temple of Segesta with the Artist Sketching (Chrám v Segestě se skicujícím umělcem)                                                                    | asi 1842   | Olej na plátně          | 49,9 × 76,5 cm   | Muzeum výtvarného umění (Boston), Massachusetts           | [ 91 ]        |
| | The Voyage of Life: Childhood (Pouť životem: Dětství) | 1842       | Olej na plátně          | 134,3 × 195,3 cm | Národní galerie ve Washingtonu                            | [ 92 ]        |
| | The Voyage of Life: Youth (Pouť životem: Mládí) | 1842       | Olej na plátně          | 134,3 × 194,9 cm | Národní galerie ve Washingtonu                            | [ 93 ]        |
| | The Voyage of Life: Manhood (Pouť životem: Mužství) | 1842       | Olej na plátně          | 134,3 × 202,6 cm | Národní galerie ve Washingtonu                            | [ 94 ]        |
| | The Voyage of Life: Old Age (Pouť životem: Stáří) | 1842       | Olej na plátně          | 133,4 × 196,2 cm | Národní galerie ve Washingtonu                            | [ 95 ]        |
| | View of Sicily (Pohled na Sicílii) | 1842–1845  | Olej na dřevěném panelu | 18,6 × 25,7 cm   | Pennsylvania Academy of the Fine Arts, Pensylvánie        | [ 96 ]        |
| | River in the Catskills (Řeka v Catskills) | 1843       | Olej na plátně          | 69,9 × 102,6 cm  | Muzeum výtvarného umění (Boston), Massachusetts           | [ 97 ]        |
| | Angels Ministering to Christ in the Wilderness (Andělé sloužící Kristu na poušti)                                                                          | 1843       | Olej na plátně          | 189,2 × 152,4 cm | Worcester Art Museum, Massachusetts                       | [ 98 ]        |
| | Roman Campagna (Římská Campagna) | 1843       | Olej na plátně          | 82,6 × 106,7 cm  | Wadsworth Atheneum, Connecticut                           | [ 99 ]        |
| | Mount Etna from Taormina, Sicily (Etna viděná z Taorminy na Sicílii)                                                                                       | 1843       | Olej na plátně          | 200 × 306 cm     | Wadsworth Atheneum, Connecticut                           | [ 100 ]       |
| | An Italian Autumn (Italský podzim) | 1844       | Olej na plátně          | 81,6 × 123,2 cm  | Muzeum výtvarného umění (Boston), Massachusetts           | [ 101 ]       |
| | A View of the Two Lakes and Mountain House, Catskill Mountains, Morning (Jitřní pohled na dvě jezera a horský dům v pohoří Catskill Mountains)             | 1844       | Olej na plátně          | 91 × 136,9 cm    | Brooklynské muzeum, New York                              | [ 102 ]       |
| | American Lake Scene (Americká jezerní krajina) | 1844       | Olej na plátně          | 46,4 × 62,2 cm   | Detroitský institut umění, Michigan                       | [ 103 ]       |
| | The Mill, Sunset (Mlýn, západ slunce) | 1844       | Olej na plátně          | 66,4 × 91,6 cm   | Nelson-Atkins Museum of Art, Missouri                     | [ 104 ]       |
| | View of the Thames (Pohled na Temži) | 1845       | Olej na panelu          | 34 × 51,4 cm     | Muzeum výtvarného umění (Boston), Massachusetts           | [ 105 ]       |
| | Il Penseroso | 1845       | Olej na plátně          | 82,2 × 122,1 cm  | Losangeleské muzeum umění, Kalifornie                     | [ 106 ]       |
| | The Cross in the Wilderness (Kříž v pustině) | 1845       | Neznámé                 | 61 × 61 cm       | Louvre, Paříž                                             | [ 107 ]       |
| | Catskill Creek | 1845       | Olej na plátně          | 67,3 × 91,4 cm   | New-York Historical Society, New York                     | [ 108 ]       |
| | View across Frenchman's Bay from Mt. Desert Island, after a Squall (Pohled na záliv Frenchman's Bay z ostrova Mount Desert Island po krátké bouři)         | 1845       | Olej na plátně          | 97,3 × 159 cm    | Cincinnati Art Museum, Ohio                               | [ 109 ]       |
| | L'Allegro | 1845       | Olej na plátně          | 81,6 × 121,9 cm  | Losangeleské muzeum umění, Kalifornie                     | [ 110 ]       |
| | The Hunter's Return (Návrat lovce) | 1845       | Olej na plátně          | 101,9 × 153,7 cm | Muzeum amerického umění Amona Cartera, Texas              | [ 111 ]       |
| | A Pic-Nic Party (Piknik) | 1846       | Olej na plátně          | 121,6 × 137,2 cm | Brooklynské muzeum, New York                              | [ 112 ]       |
| | Arch of Nero (Neronův oblouk) | 1846       | Olej na plátně          | 153 × 122,6 cm   | The Newark Museum of Art, New Jersey                      | [ 113 ]       |
| | The Mountain Ford (Horský brod) | 1846       | Olej na plátně          | 71,8 × 101,8 cm  | Metropolitní muzeum umění, New York                       | [ 114 ]       |
| | The Cross and the World: The Pilgrim of the Cross at the End of His Journey (Kříž a svět: Poutník kříže na konci své cesty)                                | 1846–1848  | Olej na plátně          | 30,5 × 45,7 cm   | Smithsonian American Art Museum, Washington, D.C.         | [ 115 ]       |
| | Indian Pass (Essex County, New York) | 1847       | Olej na plátně          | 101,8 × 75,6 cm  | Muzeum umění Houston, Texas                               | [ 116 ]       |
| | Prometheus Bound (Spoutaný Prométheus) | 1847       | Olej na plátně          | 243,8 × 162,6 cm | Umělecká muzea San Francisca, Kalifornie                  | [ 117 ]       |
| | Genesee Scenery (Krajina v Genesee) | 1847       | Olej na plátně          | 130,8 × 99,7 cm  | Rhode Island School of Design Museum of Art, Rhode Island | [ 118 ]       |
| | Home in the Woods (Domek v lese) | 1847       | Olej na plátně          | 168 × 112,7 cm   | Reynolda House Museum of American Art, Severní Karolína   | [ 119 ]       |
| | The Good Shepherd (Dobrý pastýř) | 1848       | Olej na plátně          | 81,3 × 121,9 cm  | Crystal Bridges Museum of American Art, Arkansas          | [ 120 ]       |
| | Cross at Sunset (Kříž při západu slunce) | asi 1848   | Olej na plátně          | 81,8 × 122,4 cm  | Muzeum Thyssenů-Bornemiszů, Madrid                        | [ 121 ]       |

### Obrazy, jejichž doba vzniku není známa
| Malba | Název                                                            | Medium                      | Rozměry        | Umístění                                     | Zdroj   |
| ----- | ---------------------------------------------------------------- | --------------------------- | -------------- | -------------------------------------------- | ------- |
|       | Italian Landscape (Italská krajina)                              | Olejomalba                  | 13,3 × 23,5 cm | Fralin Museum of Art, Virginie               | [ 122 ] |
|       | Dead Rising from Tombs (Mrtví vstávají z hrobů)                  | Olej na tenké dřevěné desce | 19 × 27,5 cm   | Princeton University Art Museum, New Jersey  | [ 123 ] |
|       | Italian Ruins (Italské ruiny)                                    | Olejomalba                  | 24,1 × 31,8 cm | Thomas Cole National Historic Site, New York | [ 124 ] |
|       | Landscape, Sunrise in the Clove (Krajina, Východ slunce v Clove) | Olej na plátně              | 14 × 21,6 cm   | Thomas Cole National Historic Site, New York | [ 125 ] |

### Studie
| Malba | Název | Rok vydání | Medium                  | Rozměry        | Umístění                                          | Zdroj   |
| ----- | --- | ---------- | ----------------------- | -------------- | ------------------------------------------------- | ------- |
|       | The Angel Appearing to the Shepherds (Anděl zjevující se pastýřům)                                          | 1831       | Olejomalba              | 17,8 × 22,2 cm | Chrysler Museum of Art, Virginie                  | [ 126 ] |
|       | Savage State (Divošství)                                                                                    | 1834       | Olej na plátně          | 18,7 × 26 cm   | Muzeum umění Princetonské univerzity, New Jersey  | [ 127 ] |
|       | The Oxbow (Záhyb řeky)                                                                                      | 1836       | Olej a tužka            | 14 × 23,8 cm   | Metropolitní muzeum umění, New York               | [ 128 ] |
|       | The Voyage of Life: Childhood (Pouť životem: Dětství)                                                       | 1837– 1839 | Olej na dřevěném panelu | 30,5 × 34,6 cm | Albany Institute of History & Art, New York       | [ 129 ] |
|       | The Voyage of Life: Old Man (Pouť životem: Stáří)                                                           | 1837–1839  | Olej na dřevěném panelu | 30,5 × 34,8 cm | Albany Institute of History & Art, New York       | [ 130 ] |
|       | The Voyage of Life: Youth (Pouť životem: Mládí)                                                             | 1839–1840  | Olej na plátně          | 64,1 × 52,7 cm | Munson-Williams-Proctor Arts Institute, New York  | [ 131 ] |
|       | The Voyage of Life: Youth: Manhood (Pouť životem: Mužství), studie figury                                   | 1839– 1840 | Olej na plátně          | 26,7 × 20,5 cm | Munson-Williams-Proctor Arts Institute, New York  | [ 132 ] |
|       | The Voyage of Life: Youth: Manhood (Pouť životem: Mužství)                                                  | 1840       | Olejomalba              | 31,1 × 43,7 cm | Smith College Museum of Art, Massachusetts        | [ 133 ] |
|       | Catskill Creek (Catskill Creek)                                                                             | 1844– 1845 | Olej na panelu          | 30,5 × 45,7 cm | Národní galerie ve Washingtonu                    | [ 134 ] |
|       | The Cross and the World (Kříž a svět)                                                                       | 1846– 1847 | Olej na panelu          | 30,1 × 46,2 cm | Brooklynské muzeum, New York                      | [ 135 ] |
|       | The Cross and the World: The Pilgrim of the World on his Journey (Kříž a svět: Poutník na své cestě světem) | 1846–1847  | Olej na plátně          | 30 × 46 cm     | Albany Institute of History & Art, New York       | [ 136 ] |
|       | The Pilgrim of the World at the End of His Journey (Poutník světem na konci své cesty)                      | 1847       | Olej na plátně          | 30,5 × 45,7 cm | Smithsonian American Art Museum, Washington, D.C. | [ 137 ] |